# پرندگان خشمگین ریو
پرندگان خشمگین ریو (انگلیسی: Angry Birds Rio) یک بازی ویدئویی در سبک پازل است که در سال ۲۰۱۱ و برای پلتفرم‌ های ویندوز فون، اندروید ، آی‌ او اس و مایکروسافت ویندوز منتشر شد. این بازی که اقتباسی از انیمیشن ریو می‌باشد در سال های ۲۰۱۲ تا ۲۰۱۴ یکی از پر دانلود ترین بازی های فروشگاه گوگل پلی بوده است.